# Fauville
Fauville település Franciaországban, Eure megyében. Lakosainak száma 317 fő (2022. január 1.). Fauville Évreux és Huest községekkel határos.

## Népesség
A település népességének változása:
| Lakosok száma | 224  | 259  | 327  | 296  | 323  | 359  | 353  | 348  | 351  | 317  |
|               | 1968 | 1982 | 1990 | 2006 | 2013 | 2015 | 2017 | 2019 | 2020 | 2022 |